# 图卜卡勒国家公园
图卜卡勒国家公园（Toubkal National Park）是摩洛哥中西部的一座国家公园，位于亚特拉斯山脉，位于马拉喀什70千米。图卜卡勒国家公园建立于1942年，面积380平方公里。海拔4,167米的摩洛哥最高峰图卜卡勒峰就在国家公园内。

## 山脉
国家公园包括以下几个山脉：
- 图卜卡勒峰 (4167m)
- L'Ouenkrim (4089m)
- Plateau de Tazarhart (3995m)
- L'Aksoual (3910m)
- Ineghmar (3892m)
- Bou Iguenouane (3882m)
- Le Tichki (3753m)
- Azrou Tamadout (3664m)